# Joannis-Galand d'Olabaratz
Pour les articles homonymes, voir Olabaratz.
Joannis-Galand d'Olabaratz, sieur de Saubatchouqutunea (né à Saint-Jean-de-Luz le 30 avril 1694 et mort à Saint-Jean-de-Luz le 6 mai 1778), est un corsaire et officier de marine français.

## Biographie
D'une famille ayant donné plusieurs bayles de Saint-Jean-de-Luz, Joannis-Galand d'Olabaratz est le fils de Joannis Oriotz Dolabaratz, bayle de Saint-Jean-de-Luz de 1688 à 1690, et de Jeanne de Haraneder. Marié avec Catherine Despiaube, il est le père de Jean d'Olabaratz.
Joannis-Galand d'Olabaratz est amené à Louisbourg (île Royale) par la pêche de la morue et reçoit une concession sur la rive nord du port en 1722.
Avec l'arrivée de la guerre de Succession d'Autriche, Joannis-Galand d'Olabaratz se lance dans la guerre de course. En mai 1744, avec son propre navire corsaire, il se joint au raid mené avec succès par François Dupont Duvivier contre le fort de Canseau (Nouvelle-Écosse). Il conclut deux contrats une fois rentré à Louisbourg. Il achète et arme le corsaire Cantabre, dont il est copropriétaire avec Duvivier, Bigot et Prévost du Quesnel ; partage des revenus du corsaire Cæsar avec le capitaine Leneuf de Beaubassin.
Avec les 93 hommes d'équipage du Cantabre, d'Olabaratz est capturé par un navire de la garde côtière du Massachusetts commandé par Edward Tyng, au large du cap Cod, et fait prisonnier à Boston durant plusieurs mois. Libéré , Dolabaratz rentre à Louisbourg avec des renseignements en lien avec un projet d'attaque britannique par terre et par mer contre Louisbourg, renseignement possiblement volontairement divulgués par le gouverneur William Shirley. 
Il rédige un rapport sur la Nouvelle-Angleterre, qu'il porte en France. Dans ce rapport, il souligne que la ville de Boston, grâce à sa richesse, serait susceptible de verser une belle somme afin d'échapper à un pillage.
Affecté à la flotte d'Antoine-Alexis Périer, il reçoit en 1746 le commandement d'une frégate dans la flotte commandée par le duc d'Anville et est promu capitaine de brûlot en 1748.
Il est nommé capitaine de port à Louisbourg en 1750, en remplacement de Pierre Morpain. Il occupe ces fonctions durant huit années, à la satisfaction des gouverneurs successifs. Il entreprend des sondages dans le port et dans les eaux riveraines environnantes et réussit à apporter des approvisionnements le 6 janvier 1758 à Louisbourg, qui avait été bloquée l'été précédent par les Britanniques, alors que la navigation était habituellement considérée comme impossible.
Rentré en France en mars 1758, il reçoit la croix de Saint-Louis et entre au service du ministère de la Marine comme fonctionnaire au port de Bayonne.
Rappelé en Nouvelle-France par Bougainville pour prendre un commandement au sein de la petite flotte française de l'intérieur, Dolabaratz, avec trois chebecs de piètre construction, attaque une embarcation de soldats de l'armée d'Amherst le 12 octobre 1759, près des îles aux Quatre Vents, faisant prisonniers une vingtaine de Highlanders du 42e infanterie. Repéré par le capitaine Joshua Loring (en), celui-ci lui donne la chasse et le pousse vers l'armée britannique. Dolabaratz réussit à se réfugier dans une baie, réunit un conseil et prend la décision de saborder ses navires. Il rejoint alors Montréal à pied avec ses prisonniers britanniques, qu'il atteint le 21 octobre.